# Tinno Mobile
Shenzhen Tinno Mobile Technology Corp. (chiń. 深圳市天珑移动技术有限公司) – chińskie przedsiębiorstwo elektroniczne zajmujące się przede wszystkim produkcją urządzeń mobilnych. Zostało założone w 2005 roku, a swoją siedzibę ma w Shenzhen (prowincja Guangdong).
Tinno Mobile działa głównie jako ODM (Original Design Manufacturer), produkując urządzenia sprzedawane pod innymi markami. Jednocześnie do Tinno Mobile należy francuska marka Wiko.
Portfolio przedsiębiorstwa obejmuje m.in. smartfony, tablety, komputery, rozwiązania AIoT oraz elektroniczne komponenty motoryzacyjne.